# Uroš Đurđević
Uroš Đurđević (Belgrád, 1994. március 3. –) szerb utánpótlás-válogatott labdarúgó, a spanyol Sporting Gijón játékosa.

## Pályafutása
Uroš Đurđević az Obrenovac 1905-ben kezdte labdarúgó pályafutását, majd rövid ideig futballozott a Crvena zvezda és az OFK utánpótlás csapataiban is mielőtt a Rad leigazolta volna.

### FK Rad
Đurđević 2011. augusztus 28-án debütált a felnőttek között, Luka Milivojević cseréjeként lépett pályára a Sloboda Užice elleni 1-2-es hazai vereség alkalmával. Első szezonjában hét bajnokin kapott lehetőséget, mindannyiszor csereként. 2012. november 17-én szerezte meg első gólját, csapata 1-0-s győzelmet aratott a Hajduk Kula ellen. A 2012-13-as idényben kilenc alkalommal lépett pályára, majd annak ellenére, hogy a nyáron több csapat is érdeklődött iránta, maradt az FK Rad játékosa.

### Vitesse
2014 januárjában szerződött a holland Vitesse-hez, ahol a kilences mezt kapta. 2014. február 7-én mutatkozott be az holland élvonalban, miután Lucas Piazónt váltotta a 88. percben egy 0-0-s bajnokin az ADO Den Haag ellen. A 2013-2014-es bajnokság végéig ötször kapott lehetőséget, gólt nem szerzett.
2014. július 30-án gólt lőtt a Chelsea elleni barátságos találkozón (1-3), de a 2014-2015-ös szezonban is többnyire csak csereként jutott szóhoz. 2015. február 1-én, két perccel azt követően, hogy beállt Bertrand Traoré helyére, megszerezte első Vitesse mezben lőtt gólját, amivel csapata 1-0-ra legyőzte az Ajaxot. A találatot sokan Dennis Bergkamp 2002-ben a Newcastle-nek lőtt góljához hasonlították. A 2015-16-os szezon elején még kétszer lehetőséget kapott, majd 2015. augusztus 14-én közös megegyezéssel felbontották a szerződését.

### Palermo
2015. augusztus 18-án Đurđevićot az olasz Palermo szerződtette. 2015. szeptember 13-án a 88. percben debütált a Seria A-ban a Carpi ellen. 2015. szeptember 19-én elszakadt a bokaszalagja és csak 2015. december 12-én tudott ismét játékra jelentkezni. 2016 február 7-én Đurđević gólt lőtt a Sassuolónak. Összesen 14 bajnokin kétszer talált a hálóba.

### Partizan

#### 2016-17-es szezon
2016. augusztus 22-én Đurđević visszatért hazájába, és egy három évre szóló szerződést írt alá az FK Partizanhoz. Öt nap múlva csereként állt be az FK Rad ellen 4-0-ra megnyert bajnokin Valeri Bozsinov helyére. Szeptember 21-én a Napredak Kruševac elleni kupamérkőzésen két gólt szerzett, a Partizan 3-1-re megnyerte a mérkőzést. Első bajnoki gólját október 2-án szerezte, a Mladost Lučani ellen volt eredményes. December 11-én mesterhármast ért el a Čukarički ellen. 2017. március 4-én fejjel vette be a 88. percben a nagy rivális Crvena zvezda kapuját a belgrádi derbin (1-1). A következő hat mérkőzésen hétszer volt eredményes, végül 24 góllal ő lett a gólkirály és bajnoki címet is ünnepelhetett. Megválasztották az idény legjobbjának is.

#### 2017-18-as szezon
2017. július 11-én Đurđević megszerezte első góljait a nemzetközi kupaporondon is, a Budućnost Podgorica elleni 2-0-s hazai győzelem alkalmával. Augusztus 2-án eredményes volt az Olimbiakósz ellen is a Bajnokok Ligája harmadik selejtezős fordulójában, de a görögök 3-5-ös összesítéssel továbbjutottak. Az Európa-liga play-off körében betalált a Videotonnak is Székesfehérvárott, a Partizan 4-0-s összesítéssel ejtette ki a magyar csapatot.

### Olimbiakósz
2017. augusztus 30-án az Olimbiakósz szerződtette. Szeptember 16-án az Asztérasz Trípolisz ellen 1–1-re végződő hazai bajnokin szerezte első gólját büntetőből. December 9-én a hosszabbításban talált be a Panaitolikósz kapujába a 4–1-re megnyert bajnokin. 2018. január 10-én a kupában is eredményes volt a Plataniá elleni 2-0-s győzelemkor.

### Sporting Gijón
2018. augusztus 20-án a spanyol másodosztályú Sporting Gijón igazolta le két és félmillió euróért.

## Statisztika
2020. október 29-én frissítve.

### Klub
| Klub           | Szezon         | Bajnokság     | Bajnokság | Kupa          | Kupa  | Nemzetközi kupa | Nemzetközi kupa | Összesen      | Összesen |
| Klub           | Szezon         | Pályára lépés | Gólok     | Pályára lépés | Gólok | Pályára lépés   | Gólok           | Pályára lépés | Gólok    |
| -------------- | -------------- | ------------- | --------- | ------------- | ----- | --------------- | --------------- | ------------- | -------- |
| Rad            | 2011–12        | 7             | 0         | 0             | 0     | 0               | 0               | 7             | 0        |
| Rad            | 2012–13        | 23            | 9         | 2             | 0     | —               | —               | 25            | 9        |
| Rad            | 2013–14        | 11            | 2         | 1             | 0     | —               | —               | 12            | 2        |
| Rad            | Összesen       | 41            | 11        | 3             | 0     | 0               | 0               | 44            | 11       |
| Vitesse        | 2013–14        | 6             | 0         | 0             | 0     | 0               | 0               | 6             | 0        |
| Vitesse        | 2014–15        | 18            | 1         | 1             | 0     | —               | —               | 19            | 1        |
| Vitesse        | 2015–16        | 1             | 0         | 0             | 0     | 1               | 0               | 2             | 0        |
| Vitesse        | Összesen       | 25            | 1         | 1             | 0     | 1               | 0               | 27            | 1        |
| Palermo        | 2015–16        | 14            | 2         | 0             | 0     | —               | —               | 14            | 2        |
| Partizan       | 2016–17        | 29            | 24        | 5             | 4     | 0               | 0               | 34            | 28       |
| Partizan       | 2017–18        | 5             | 3         | 0             | 0     | 6               | 4               | 11            | 7        |
| Partizan       | Összes         | 34            | 27        | 5             | 4     | 6               | 4               | 45            | 35       |
| Olimbiakósz    | 2017–18        | 19            | 4         | 6             | 3     | 5               | 0               | 30            | 7        |
| Olimbiakósz    | Összes         | 19            | 4         | 6             | 3     | 5               | 0               | 30            | 7        |
| Sporting Gijón | 2018–19        | 38            | 11        | 2             | 1     | —               | —               | 40            | 12       |
| Sporting Gijón | 2019–20        | 37            | 6         | 0             | 0     | —               | —               | 37            | 6        |
| Sporting Gijón | 2020–21        | 9             | 5         | 0             | 0     | —               | —               | 9             | 5        |
| Sporting Gijón | Összes         | 84            | 22        | 2             | 1     | 0               | 0               | 86            | 23       |
| Karrier összes | Karrier összes | 217           | 67        | 17            | 8     | 12              | 4               | 246           | 79       |

### Válogatott
| Válogatott  | Év       | Pályára lépés | Gólok |
| ----------- | -------- | ------------- | ----- |
| Szerbia U21 | 2013     | 7             | 2     |
| Szerbia U21 | 2014     | 6             | 3     |
| Szerbia U21 | 2015     | 3             | 2     |
| Szerbia U21 | 2016     | 10            | 8     |
| Szerbia U21 | 2017     | 4             | 1     |
| Összesen    | Összesen | 30            | 16    |

## Sikerei, díjai

### Klub
Partizan
- Szerb bajnok: 2016–17[24]
- Szerb labdarúgókupa-győztes: 2016–17[24]

### Válogatott
Szerbia
- U19-es Európa-bajnokság: 2013

### Egyéni
Díjak
- A szerb bajnokság gólkirálya: 2016–17[16]
- Szerb bajnokság Az év játékosa: 2016–17[17]
- A szerb bajnokság álomcsapatának tagja: 2016–17[17]

Rekord
- A szerb U21-es válogatott gólrekordere 16 góllal

## Külső hivatkozások
- Uroš Đurđević az UEFA adatbázisában (angolul)